# Чёрные Братья
Чёрные Братья — острова средней группы Большой гряды Курильских островов. Два основных острова — северо-восточный Чирпой и юго-западный Брат-Чирпоев. Административно входят в Курильский городской округ Сахалинской области России. Необитаемы.

## География
Общая площадь субархипелага — 35,23 км². Состоит из двух крупных островов — Чирпой (северно-восточнее)  и Брат-Чирпоев (юго-западнее), которые разделяет пролив Сноу (Быстрый) шириной 2,7 км. В проливе, в 100 м на северо-восток от Брат-Чирпоева, находится небольшой остров Морская Выдра с близкорасположенными скалами. 
На островах есть несколько родников и горячих источников.
На острове Чирпой имеются два действующих вулкана: Чёрного (624 м) и Сноу (395 м). Склоны вулканов очень крутые, сильно расчленены промоинами, покрыты застывшими потоками лавы и каменистыми россыпями.
Субархипелаг в целом отделён проливом Буссоль от острова Симушир, расположенного в 69 км северо-восточнее; проливом Уруп — от острова Уруп, расположенного в 30 км юго-западнее. В 20 км северо-западнее находится ближайший к островам Чёрные Братья остров Броутона.

## Флора и фауна
Растительность островов состоит из луговых трав, мхов и лишайников.
На архипелаге учтено 146 видов сосудистых растений. На скалах вокруг островов лежбища сивучей и многочисленные птичьи базары (кайры, тупики, чайки, глупыши, бакланы и др.).
Залёжки островных тюленей существуют как на о. Чирпой, так и на о. Брат-Чирпоев.

## История

### В Российской Империи
К 1736 году субархипелаг, как и все острова Большой Курильской гряды до Итурупа, стал частью Российской империи. 
В 1760-х посланник камчатской администрации сотник Иван Чёрный заложил традицию порядкового исчисления островов и кучно расположенных субархипелагов Курильской гряды от Камчатки до Японии. Поэтому субархипелаг (вкупе с островом Броутона) также имел номерное обозначение в составе Курильской гряды — Семнадцатый.
Описание островов Чёрные Братья впервые появилось в журнале сотника Ивана Чёрного в 1770 году.
Во время зимовок на соседних островах (Симушир в 1767/1768 и Уруп в 1768/1769 годах) сотник Иван Чёрный своими поборами настроил против россиян местное население («мохнатых»). Озлобленные действиями Чёрного и других купцов, айны в 1771 году взбунтовались и перебили многих русских на островах Чирпой и Уруп.
Острова Чёрные Братья под общим названием Чирпоой с присовокуплением расположенного относительно недалеко острова Броутона (под названием Сивучий) описаны у Г.И. Шелихова в его «Путешествии г. Шелехова с 1783 по 1790 год из Охотска по Восточному Океану к Американским берегам...»:

Чирпоой, седьмыйнадесять остров, в длину и ширину простирается на 25 верст, и разделяется проливом в 4 версты; в проливе на Кекурах плодятся Ары и топорки. Первой остров по тамошнему называется Репунки гиркосы; на нем горелая сопка, из которой по всему острову наметало каменья. Мыс сего острова, вытянувшийся к проливу шестнадцатого, называется Тонукарасы, что значит, что с оного смотрят чрез пролив. Тут есть песчаная губа, но по всегдашнему волнению отстой и для Байдар опасен. Лисиц красных на острове, а Бобров и Нерпы кругом острова весьма мало. Для пищи ростет коренья и черемши довольно, так как и на прочих островах. Лесу кроме прутнику рябинного не ростет ни какого. На сем острове речек нет ни каких; в одном только месте бежит из утесу ключ кислого вкуса, как квас, а когда согреется, то в воде кислота пропадает.
От сего острова отделившийся островок в длину имеет около 10 верст; на нем есть горелая сопка, вытянувшаяся гребнем гладкая; при подножии сопки горы и утесы каменные. По причине каменистого берега и всегдашнего волнения около всего острова нет ни единой байдарной пристани. К проливу осмнадцатого острова стоит на самой лопатке камень и залив не большой, в котором в летнее время Сивучей бывает довольно. Ни лесу, ни озер, ни рек, кроме малых источин, нет; коренья ростут те же, и в таком же количестве, как на прочих островах. От сего острова до следующего пролив с 25 верст.

В расстоянии 30 верст от сего острова между Севером и Западом есть еще островок круглой, называемой Сивучей, длиною около 12 верст; на нем сопка, у которой подножия горы, хребты и утесы превысокие; лес Сланец, Кедровой, Ольховой, Тальник и Рябинник; годом бывает ягод и орехов кедровых довольно; коренья же ростут теже, какие на прочих островах; вокруг острова берег каменистый и утес высокий; около острова сивучей довольно, бобров и нерп мало; по утесам водятся Ары, Топорки, Глупыша, Чайки и гуси в довольном количестве.
В конце августа 1787 года проливом между островами субархипелага и лежащим к северо-востоку от них Симуширом прошла экспедиция Лаперуза. У французских мореплавателей соседний Симушир носил название Марикан, пролив получил название их корабля — Буссоль, а сами острова назывались Четыре брата.
18 октября 1796 года, острова заметила экспедиция британского адмиралтейства, которую возглавлял Уильям Роберт Броутон. Обогнув остров, названный ими Круглым (впоследствии — остров Броутона) с востока, моряки заметили остров с двумя невысокими горами, названный островом Хамок (Холмик). Через двое суток Броутон обнаружил, что на этом месте находятся два острова (Северный и Южный Чирпой).
Во времена гидрографического описания Курильских островов В. М. Головниным и П. И. Рикордом вместе с островом Броутона именовались островами Тчирпоя и Макантор.

По мнению российского мореплавателя Василия Головнина, объединение островов Чёрные Братья и Броутона в единый географический объект было обусловлено традицией восприятия местных жителей («курильцев и русских»):
Острова Требунго-Тчирпой и Янги-Тчирпой разделены весьма узким проливом и находящийся недалеко от них к NW почти голый, небольшой остров Макинтор, или Бротонова остров, они разумеют под общим названием семнадцатого острова…
Симодский трактат 1855 года признал права Российской империи на остров, однако в 1875 году он, как и все находившиеся под российской властью Курилы, был передан Японии в обмен признание российских прав на Сахалин.

### В составе Японии
В 1875—1945 гг. принадлежал Японии.
Согласно административно-территориальному делению Японии субархипелаг стал относиться к уезду (гуну) Уруппу (т.е. Уруп в японском произношении), который охватывал не только сам Уруп, но и все острова на север до Броутона. Уезд в свою очередь входил с 1876 по 1882 год в состав провинции Тисима под управлением Комиссии по колонизации Хоккайдо; с 1882 до 1886 года — в состав префектуры Нэмуро, после — префектуры Хоккайдо.

### В составе СССР/РСФСР-России
В 1945 году перешел под юрисдикцию СССР.
2 февраля 1946 года включён в состав Южно-Сахалинской области.
2 января 1947 года включён в состав Сахалинской РСФСР.
С 1991 года в составе России, как страны-правопреемницы СССР.

### Особая позиция Японии по территориальной принадлежности субархипелага
Используя в территориальном споре с Россией фактор Сан-Францисского мирного договора 1951 года, который не был подписан СССР, японское правительство, тем не менее, опирается на те варианты толкований договоренностей между союзниками — СССР, США, Великобританией и Китаем — которые подкрепляют японскую позицию. В частности, поскольку в Сан-Францисском договоре не оговаривается, в пользу какого государства Япония отказывается от своих прав на Курилы, принадлежность субархипелага, по мнению японского правительства, до сих пор не определена, а за Россией признаётся лишь «фактический контроль».